# Pame du Sud
Le pame du Sud est une langue pame parlée dans la localité de Jiliapan, dans l'État Hidalgo, au Mexique.
En 1979, Gibson et Bartholomew signalent encore quelques locuteurs de la langue vivant à Jiliapan. La langue est, depuis, éteinte.

## Classification
Le pame du Sud est une langue amérindienne qui appartient au groupe pame de la famille des langues oto-mangues. Les langues pames sont, à l'intérieur de l'oto-mangue, rattachées à la branche des langues oto-pames.